# Mięsień prostownik grzbietu
Mięsień prostownik grzbietu (łac. musculus erector spinae) – parzysty mięsień czworonogów, zaliczany do mięśni nadosiowych.
Mięsień ten u ssaków bierze początek na kości krzyżowej, grzebieniu biodrowym, wyrostkach kolczystych kręgów lędźwiowych i wewnętrznej stronie powięzi lędźwiowo-piersiowej. Dalej dzieli się na dwa pasma: mięsień najdłuższy oraz położony bardziej bocznie mięsień biodrowo-żebrowy. Z tej samej masy wyodrębnia się również u części gatunków mięsień kolcowy. Prostownik grzbietu jako mięsień najdłuższy sięga aż do podstawy czaszki, a jako mięsień biodrowo-żebrowy do kręgów szyjnych. U człowieka nazwą mięśnia prostownika grzbietu określa się łącznie mięsień krzyżowo-grzbietowy (zbudowany z mięśnia biodrowo-żebrowego i mięśnia najdłuższego) i mięsień kolcowy.